# 2016 à la télévision
| Années de la télévision : 2013 - 2014 - 2015 - 2016 - 2017 - 2018 - 2019    |
| Décennies de la télévision : 1980 - 1990 - 2000 - 2010 - 2020 - 2030 - 2040 |

 (mai 2025).
Si vous disposez d'ouvrages ou d'articles de référence ou si vous connaissez des sites web de qualité traitant du thème abordé ici, merci de compléter l'article en donnant les références utiles à sa vérifiabilité et en les liant à la section « Notes et références ».
Cet article présente les faits marquants de l'année 2016 à la télévision.

## Événements
- Dans la nuit du 4 au 5 avril, toute la TNT passe en MPEG-4 permettant l'accès à la quasi-totalité des chaînes en Haute définition.
- 5 avril : la chaîne LCI passe de la TNT payante à la TNT gratuite (canal 26).
- 14 mai : Diffusion sur France 2 de la grande finale du Concours Eurovision.
- Du 10 juin au 10 juillet : Diffusion sur TF1, M6 et beIN Sports de l'Euro 2016 se disputant en France.
- Du 2 au 24 juillet : Tour de France 2016 diffusé sur France Télévisions et Eurosport.
- Du 5 au 21 août : Diffusion sur France Télévisions et le groupe Canal+ des Jeux olympiques d'été à Rio de Janeiro au Brésil.
- 1er septembre : Lancement de la chaîne France Info sur la TNT gratuite (canal 27).
- 3 septembre : L'Équipe 21 devient La chaîne L'Équipe.
- 5 septembre : les chaînes françaises de télévision D8, et D17 changent de nom respectivement en C8 et CStar. Le changement de nom de I-Télé en CNews était également prévu, mais n'a finalement pas eu lieu avant 2017.

## Émissions
- 2 janvier : Première émission : Puppets ! Le grand show des marionnettes sur TF1.
- 12 février : Diffusion du premier épisode de la saison 15 de Koh-Lanta sur TF1.
- Du 16 février au 8 mars : Diffusion de Garde à vous sur M6.

- 20 mai : Diffusion du dernier numéro de Ce soir ou jamais, sur France 2.
- 28 juin : Diffusion du premier épisode de À l'état sauvage sur M6 avec Mike Horn.
- 26 août : Lancement de la saison anniversaire des 10 ans de Secret Story.

- Diffusion de la saison 15 de Koh-Lanta sur TF1 au printemps-été 2016.
- Diffusion de la saison 16 de Koh-Lanta sur TF1 à l'automne 2016.
- 12 septembre : Première émission de Quotidien sur TMC, présentée par Yann Barthès.
- 30 juillet : L'émission Mot de passe s'arrête sur France 2.

## Fictions télévisées
- 18 janvier : Première diffusion de Petits secrets en famille sur TF1[1].
- 26 avril : Diffusion du dernier épisode inédit de la série Famille d'accueil sur France 3.
- 15 septembre : Première diffusion de Der Kroatien Krimi sur ARD.
- 7 octobre : Première diffusion de Damoclès sur Arte.

## Fin de diffusion
- Le 1er janvier, arrêt de la chaîne Planète+ Thalassa.

## Séries télévisées
Séries anglophones :
- Diffusion de la saison 1 de Stranger Things sur Netflix
- Diffusion de la saison 1 de Franky sur Gulli
- Diffusion de la mini-série Heroes Reborn sur Syfy France
- Diffusion de la saison 1 de Ash vs. Evil Dead sur OCS Choc
- Diffusion de la saison 2, 3 et 4 de Inside Amy Schumer sur MTV France
- Diffusion de la saison 4 de Once Upon a Time sur M6
- Diffusion de la saison 1 et 2 de Mom sur Comédie+
- Diffusion de la saison 6 de Shameless sur Canal+ Séries
- Diffusion de la saison 1 de Quantico sur M6
- Diffusion de la saison 6 de Vampire Diaries sur Série Club
- Diffusion de la saison 1 de Les Chroniques de Shannara sur Syfy France
- Diffusion de la saison 1 de Shadowhunters sur Netflix France
- Diffusion de la saison 1 de Les Experts : Cyber sur TF1
- Diffusion de la saison 3 de The 100 sur The CW
- Diffusion de la saison 6 de Pretty Little Liars sur OCS Max
- Diffusion de la saison 1 et 2 de Gotham sur TMC
- Diffusion de la version remastérisée en HD de Buffy contre les vampires sur 6ter
- Diffusion de la saison 1 de Madam Secretary sur Téva
- Diffusion de la saison 1 de Vinyl sur OCS City
- Diffusion de la saison 10 de X-Files sur M6
- Diffusion de la saison 3 de Nashville sur Série Club
- Diffusion de la saison 1 de Les Mystères de Laura sur TF1
- Diffusion de la saison 2 de Daredevil sur Netflix
- Diffusion de la saison 1 de Trapped sur France 2
- Diffusion de la saison 5 de Homeland sur Canal+
- Diffusion de la saison 1 de Killjoys sur Syfy France
- Diffusion de la saison 3 de Black Mirror sur Netflix
- Diffusion de la saison 1 de Blindspot sur TF1
- Diffusion de la saison 1 de The Catch sur Canal+
- Diffusion de la saison 4 de Vikings sur History
- Diffusion de la saison 1 de Wicked City sur 13e rue
- Diffusion de la saison 2 de Better Call Saul sur AMC
- Diffusion de la saison 2 de The Originals sur Série Club
- Diffusion de la saison 5 de American Horror Story sur Ciné+ Frisson
- Diffusion de la saison 2 de Unbreakable Kimmy Schmidt sur Netflix
- Diffusion de la saison 2 de Grace et Frankie sur Netflix
- Diffusion de la saison 4 de Orange Is the New Black sur Netflix
- Diffusion des saisons 1 et 2 de Outlander sur Netflix
- Diffusion des saisons 6 et 7 de The Walking Dead sur AMC
- Diffusion de la 3e et dernière saison de Penny Dreadful sur Netflix France
- Diffusion de la saison 6 de Game of Thrones sur OCS City
- Diffusion de la saison 2 de Scream sur Netflix France
- Diffusion de la saison 3 de The Blacklist sur TF1
- Diffusion de la saison 2 de The Flash sur TF1
- Diffusion de la sixième et dernière saison de Teen Wolf sur MTV
- Diffusion des saisons 4 et 5 de Person of Interest sur TF1
- Diffusion de la saison 2 de Le Maître du Haut Château sur Prime Video
- Diffusion des saisons 27 et 28 des Simpson sur FOX

Séries françaises :
- Diffusion de la mini-série Le Secret d'Élise sur TF1
- Diffusion de la saison 1 de Baron noir sur Canal+
- Diffusion de la saison 1 de Trepalium sur Arte
- Diffusion de la saison 1 de Marseille sur Netflix
- Diffusion de la saison 2 de Chefs sur France 2
- Diffusion de la saison 2 de Dix pour cent sur France 2
- Diffusion de la saison 3 de Cherif  sur France 2
- Diffusion de la saison 4 de Candice Renoir sur France 2
- Diffusion de la saison 4 de Nos chers voisins sur TF1
- Diffusion de la saison 4 de Falco sur TF1
- Diffusion de la saison 5 de Parents mode d'emploi sur France 2
- Diffusion de la saison 6 de Clem sur TF1
- Diffusion de la saison 6 de Le sang de la vigne sur France 3
- Diffusion de la saison 6 de Engrenages sur Canal +

- Diffusion de la saison 7 de Camping Paradis sur TF1

- Diffusion de la saison 7 de Profilage sur TF1
- Diffusion de la saison 7 de Un village français sur France 3
- Diffusion de la saison 7 de Scènes de ménages sur M6
- Diffusion de la saison 8 de Fais pas ci, fais pas ça sur France 2
- Diffusion de la saison 10 de Section de recherches sur TF1
- Diffusion des saisons 12 et 13 de Plus belle la vie sur France 3

### Jeux et divertissements
- Diffusion des saisons 6 et 7 des Douze Coups de midi sur TF1
- Diffusion des saisons 8 et 9 de Money Drop sur TF1
- Diffusion des saisons 51 et 52 des Chiffres et des lettres sur France 3
- Diffusion de la saison 4 et 5 de Harry sur France 3
- Diffusion des saisons 6 et 7  de Slam sur France 3
- Diffusion de la saison 7 de Mot de passe sur France 2
- Diffusion des saisons 10 et 11 de Tout le monde veut prendre sa place sur France 2
- Diffusion des saisons 10 et 11 de N'oubliez pas les paroles ! sur France 2
- Diffusion des saisons 26 et 27 de Motus sur France 2
- Diffusion des saisons 21 et 22 de Les Z'amours sur France 2
- Diffusion de la saison 27 de Fort Boyard sur France 2
- Diffusion de la saison 2 de Joker sur France 2
- Diffusion de la saison 2 de Un mot peut en cacher un autre sur France 2
- Diffusion de la 1re saison de Ninja Warrior : Le Parcours des héros sur TF1.

### Musicales
- À partir du 30 janvier, diffusion de la saison 5 de The Voice : La Plus Belle Voix sur TF1.
- À partir du 27 août, diffusion de la saison 3 de The Voice Kids
- À partir du 16 février, diffusion de la saison 12 de Nouvelle Star sur D8.

### Cuisine
- Diffusion de la saison 7 de Top Chef sur M6
- Diffusion de la saison 1 de Hell's Kitchen France sur NT1
- Diffusion de la saison 3 de La Tournée des popotes sur France 5

## Feuilletons télévisés
- Dernier Amour, de Denis Malleval ;
- Le Chapeau de Mitterrand, de Robin Davis ;

## Documentaires
- 24 décembre : première diffusion sur France 2 du Peuple des forêts, documentaire de Jacques Perrin, Jacques Cluzaud et Stéphane Durand, musique de Bruno Coulais.

## Décès
- 6 janvier : 
  - Pat Harrington, Jr., acteur et scénariste américain (° 13 août 1929).
  - Yves Vincent, comédien et écrivain français (° 5 août 1921).
- 21 janvier : Marc Cassot, acteur français (° 16 juin 1923).
- 26 janvier : Abe Vigoda, acteur américain (° 24 février 1921).
- 30 janvier : Frank Finlay, acteur de théâtre et de cinéma britannique d'origine irlandaise (° 6 août 1926).
- 31 janvier : Wolfgang Rademann, producteur allemand (° 24 novembre 1934).
- 3 février : Joe Alaskey, acteur américain (° 17 avril 1952).
- 16 février : George Gaynes, acteur finno-américain (° 16 mai 1917).
- 28 février : George Kennedy, acteur et écrivain américain (° 18 février 1925).
- 1er mars : Carole Achache, écrivaine, photographe et actrice française (° 31 mai 1952)[2].
- 27 mars : Alain Decaux, historien français (° 23 juillet 1925).
- 29 mars : Jean-Pierre Coffe, né le 24 mars 1938 à Lunéville (Meurthe-et-Moselle), animateur de radio et de télévision, critique gastronomique, écrivain, cuisinier et comédien français (° 24 mars 1938).
- 8 mai : William Schallert, acteur américain (° 6 juillet 1922).
- 9 septembre : James Stacy, acteur américain (° 23 décembre 1936).
- 8 octobre : Pierre Tchernia, réalisateur, concepteur et animateur français (° 29 janvier 1928).